# Labeobarbus marequensis
Labeobarbus marequensis är en fiskart som först beskrevs av Smith, 1841.  Labeobarbus marequensis ingår i släktet Labeobarbus och familjen karpfiskar. IUCN kategoriserar arten globalt som livskraftig. Inga underarter finns listade i Catalogue of Life.